# Jurcawa
Jurcawa (błr. Юрцава; ros. Юрцево, Jurcewo) – wieś na Białorusi, w rejonie orszańskim obwodu witebskiego, około 11 km na północ od Orszy.
W pobliżu znajduje się przystanek kolejowy Jurcawa, położony na linii Witebsk - Orsza.

## Historia
Zaścianek szlachecki położony był w końcu XVIII wieku  w powiecie orszańskim województwa witebskiego.
Po I rozbiorze Polski w 1772 roku Jurcewo, wcześniej należące do województwa witebskiego Rzeczypospolitej, znalazło się na terenie powiatu orszańskiego guberni witebskiej Imperium Rosyjskiego. Majątek ten należał do ogromnego klucza Borystenów, będącego własnością rodu Lubomirskich. Na początku XIX wieku Jurcewo było częścią majątku Konstantego Lubomirskiego (1786–1870), rosyjskiego generała, wnuka polskiego magnata Stanisława Lubomirskiego. Po śmierci Konstantego na mocy testamentu podzielono majątek i Jurcewo otrzymała jego córka Jadwiga (1828–1908), żona Adama Grabowskiego. Ostatnią właścicielką Jurcewa była zapewne ich córka, Maria (1861–1946), żona Hieronima Druckiego-Lubeckiego.
Po ustabilizowaniu się granicy polsko-radzieckiej w 1921 roku Jurcawa znalazła się na terenie ZSRR. Od 1991 roku znajduje się na terenie Republiki Białorusi.

## Pałac – zamek
Konstanty Lubomirski wybudował tu w I połowie XIX wieku na wysokim brzegu rzeki eklektyczno-neogotycki pałac, zwany „zamkiem”. Pałac ten przez wiele lat był niewykończony, do co najmniej około 1880 roku. Był to zwarty, dwupiętrowy budynek z dwiema basztami. Pałac ten przetrwał wojny i rewolucję. W czasach współczesnych przez wiele lat mieścił się tu szpital
Pałac był otoczony przez park. W pobliżu pałacu było kilka innych budynków, widocznych np. na obrazie Napoleona Ordy, w tym m.in. oficyny, z których w 2014 roku pozostały jedynie resztki.
Majątek w Jurcewie jest opisany w 1. tomie Dziejów rezydencji na dawnych kresach Rzeczypospolitej Romana Aftanazego.